# Mychów-Gotówki
Mychów-Gotówki – część wsi Mychów-Kolonia w Polsce, położona w województwie świętokrzyskim, w powiecie ostrowieckim, w gminie Bodzechów.
W latach 1975–1998 Mychów-Gotówki administracyjnie należały do województwa kieleckiego.